# Phacelia fremontii
Phacelia fremontii är en strävbladig växtart som beskrevs av John Torrey. Phacelia fremontii ingår i Faceliasläktet som ingår i familjen strävbladiga växter. Inga underarter finns listade i Catalogue of Life.

## Bildgalleri

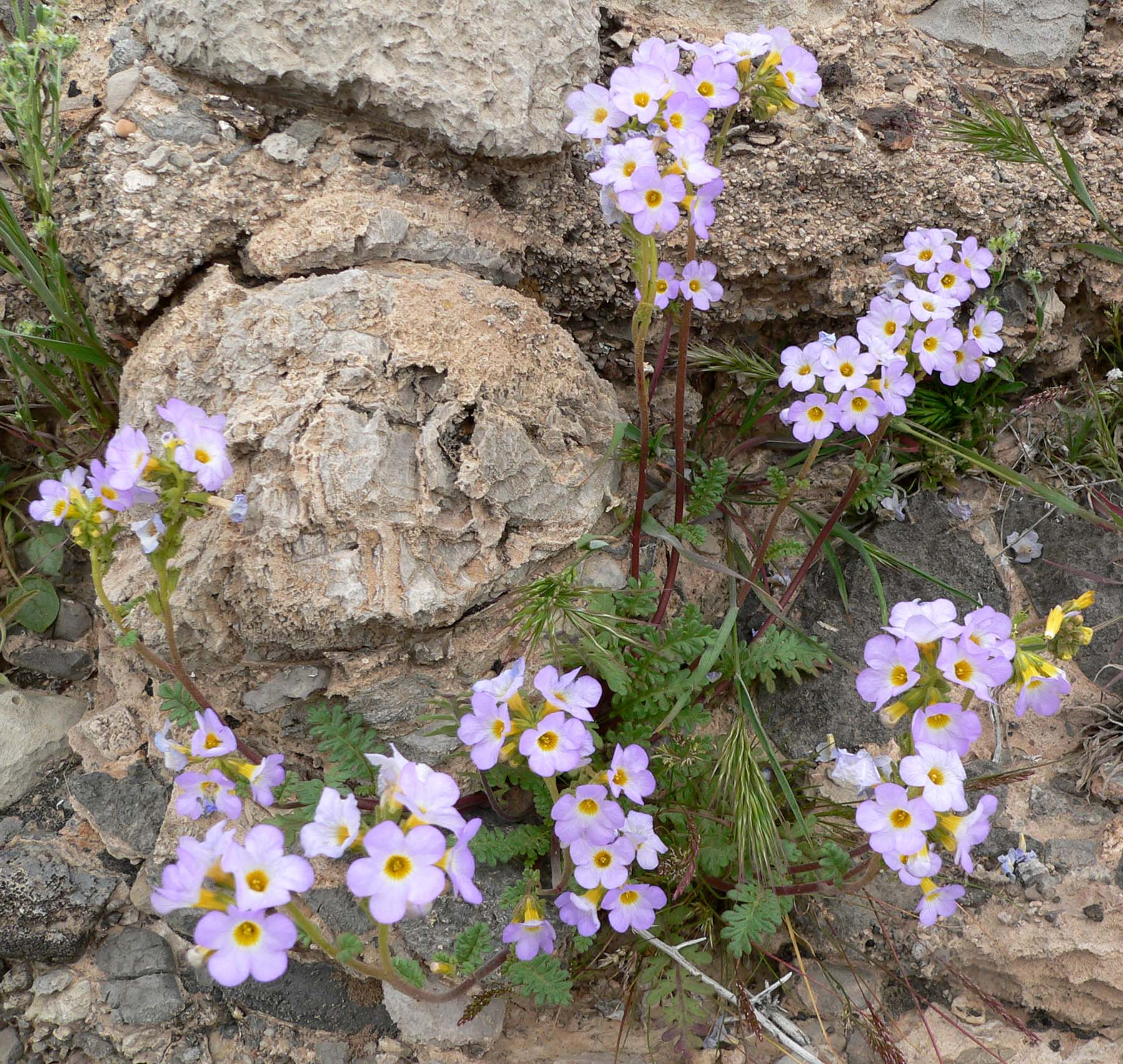
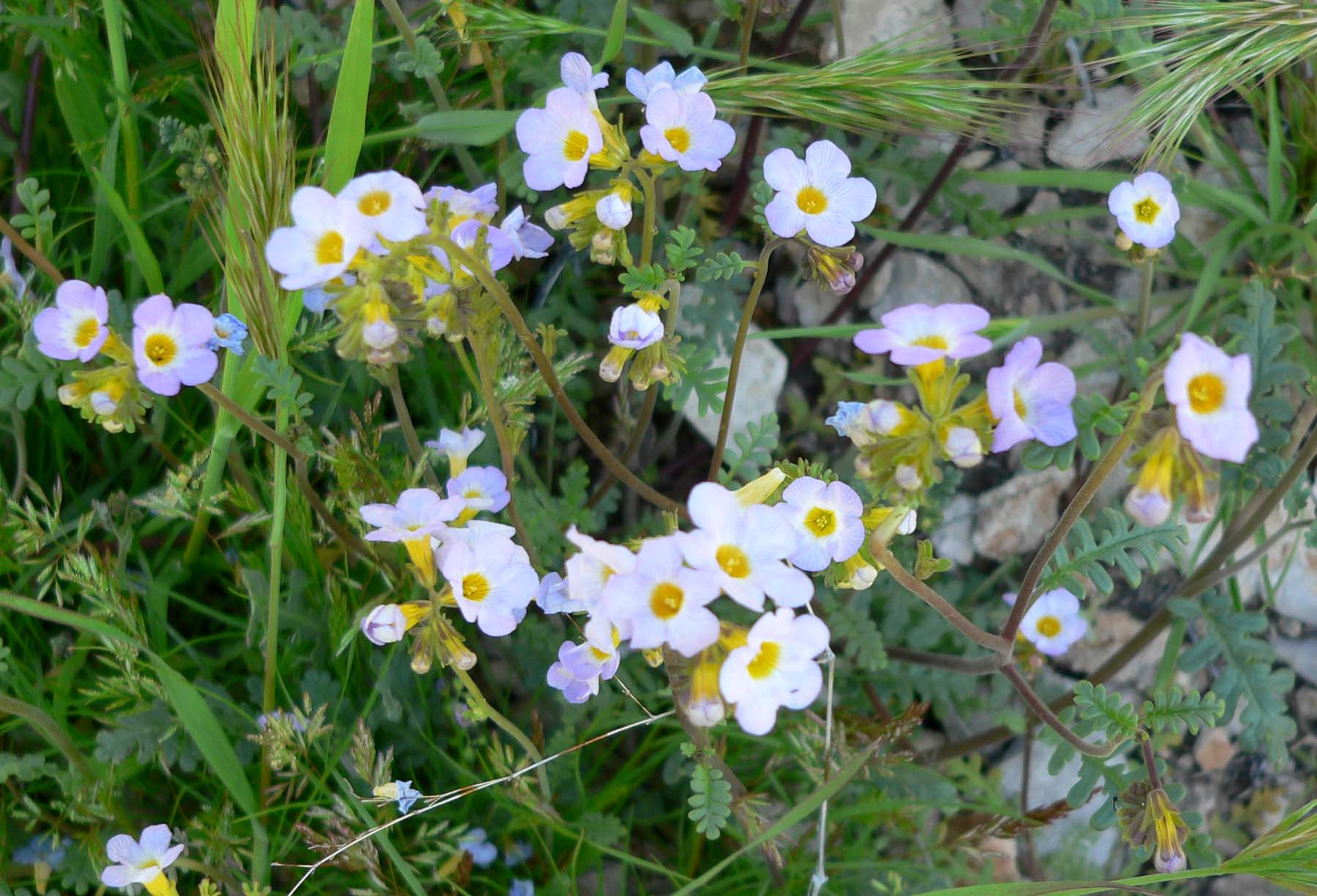
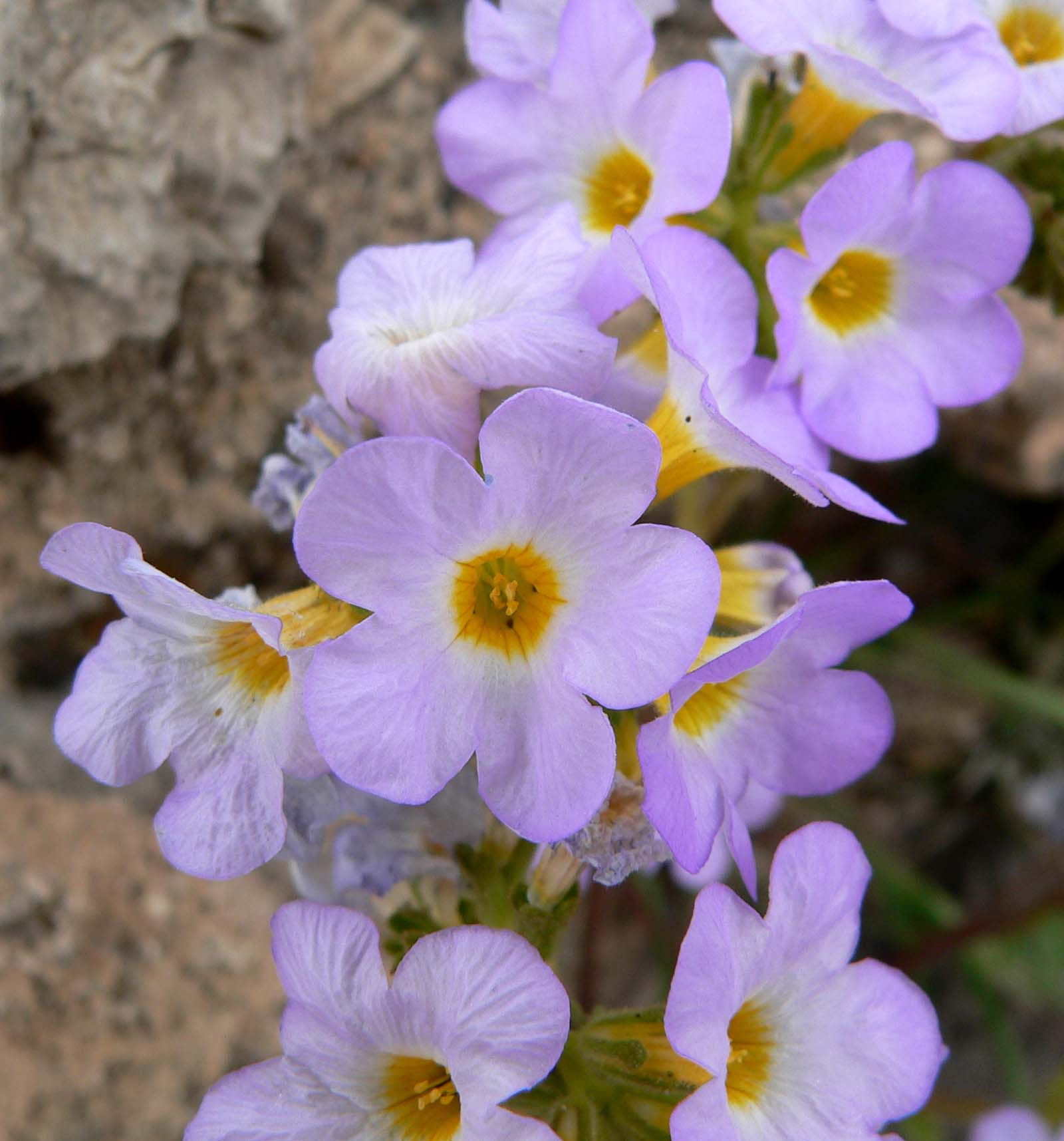
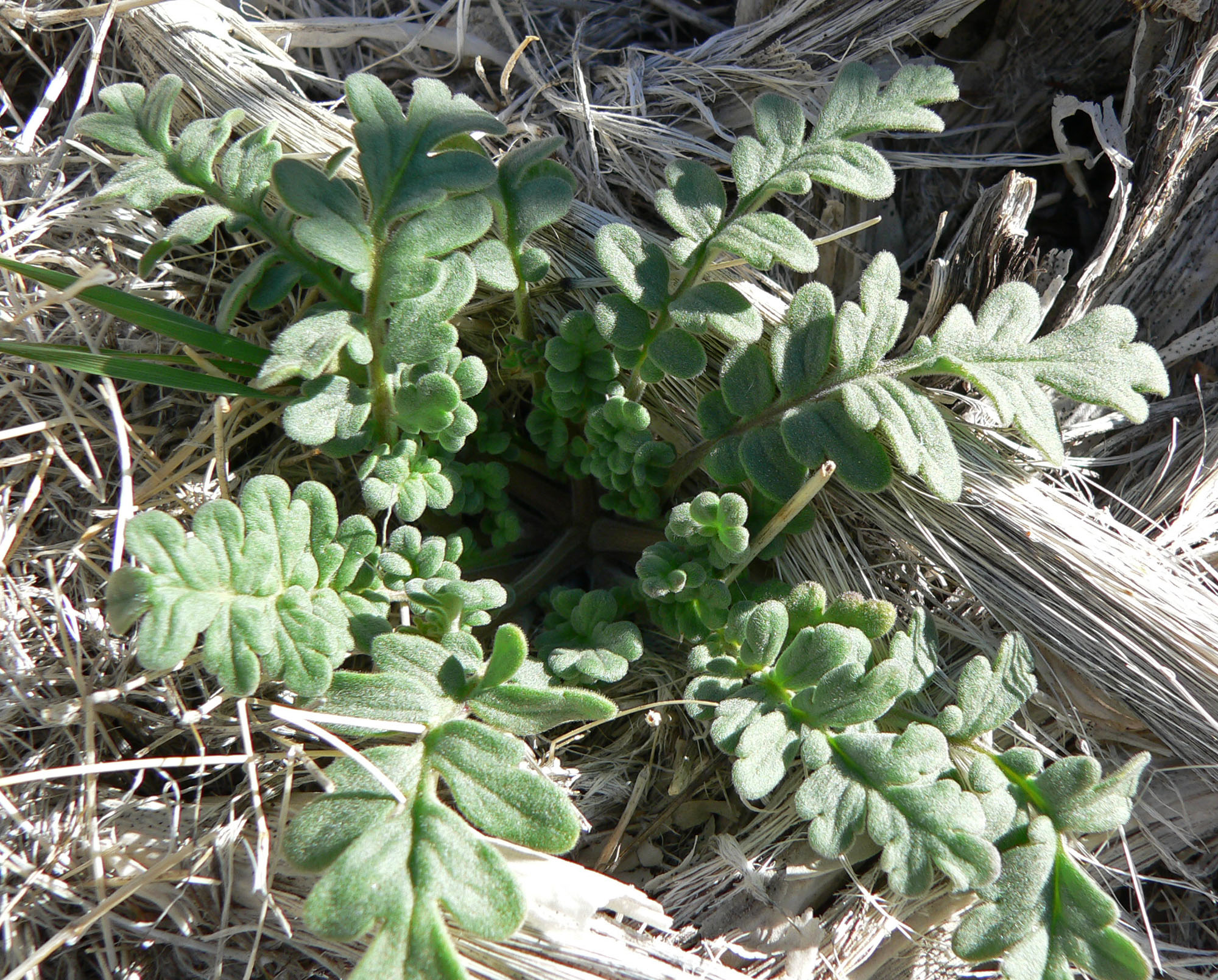
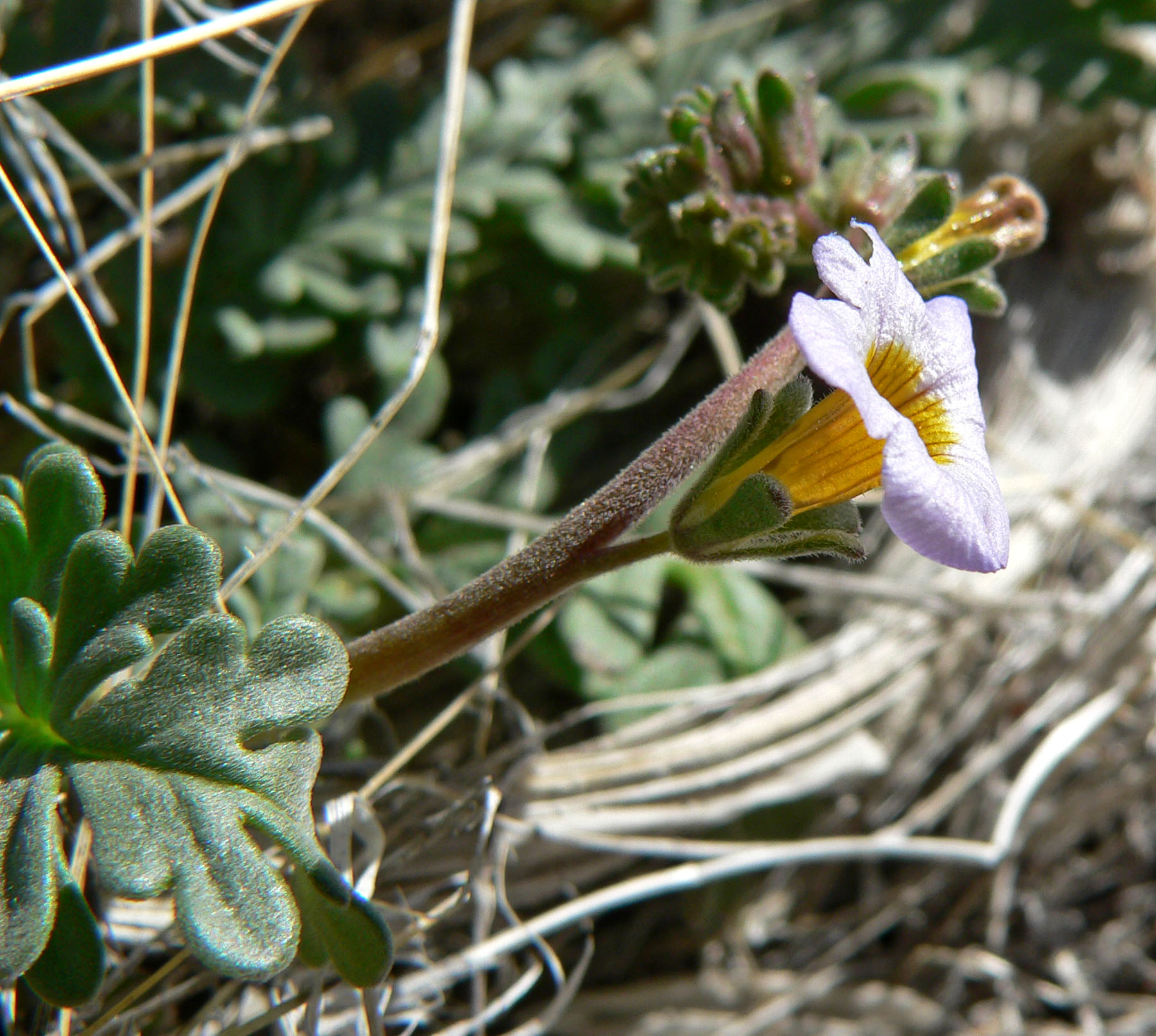
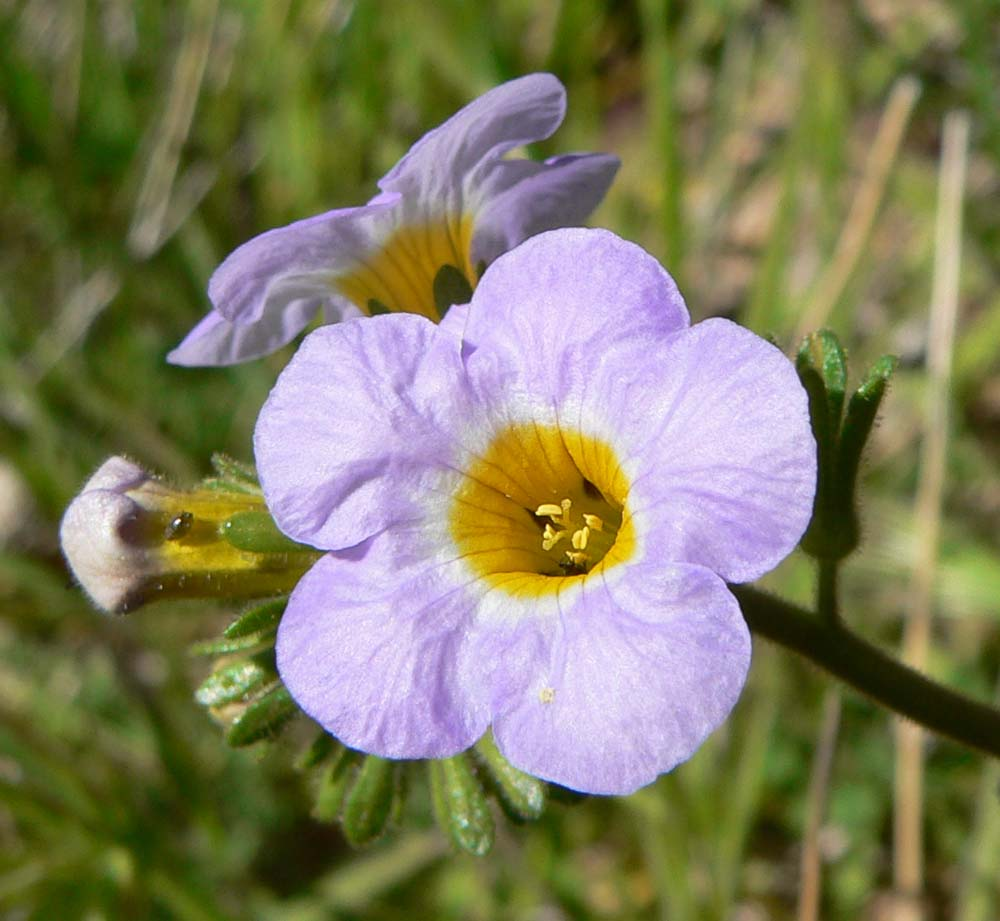